# Ramme (Fluss)
Die Ramme ist ein Fluss im Norden Niedersachsens. Die Quelle des Flusses liegt in der Ortschaft Revenahe, Gemeinde Sauensiek, in unmittelbarer Nähe zur L127 zwischen Wiesen. Im weiteren Verlauf mündet die Ramme bei Groß Meckelsen in die Oste, deren Lauf weiter in die Elbe führt.

## Geographie

### Verlauf
Größtenteils verläuft die Ramme zwischen Wiesen, Feldern und Wäldern. Durch folgende Ortschaften fließt die Ramme:
Quelle bei Revenahe – Wiegersen – Wohnste – Ramshausen – Mündung in die Oste bei Groß Meckelsen / Sittensen

## Zustand
Die Ramme ist im oberen Verlauf kritisch belastet (Güteklasse II-III) und im unteren Verlauf mäßig belastet (Güteklasse II).
Die Ramme ist weitestgehend begradigt. Insbesondere in Bereichen des Oberlaufes im Gebiet des Wiegersener Waldes liegen jedoch auch stellenweise naturnahe Strukturen vor.
Das Entwicklungspotential des Gewässers wird derzeit durch Ausgleichs- und Ersatzmaßnahmen im Raum Sittensen gefördert.

## Befahrungsregeln
Zum Schutz, dem Erhalt und der Verbesserung der Fließgewässer als Lebensraum für wild lebende Tiere und Pflanzen erließ der Landkreis Rotenburg (Wümme) 2015 eine Verordnung für sämtliche Fließgewässer. Seitdem ist das Befahren des Flusses von der Quelle bis zur Mündung ganzjährig verboten.

## Bilder

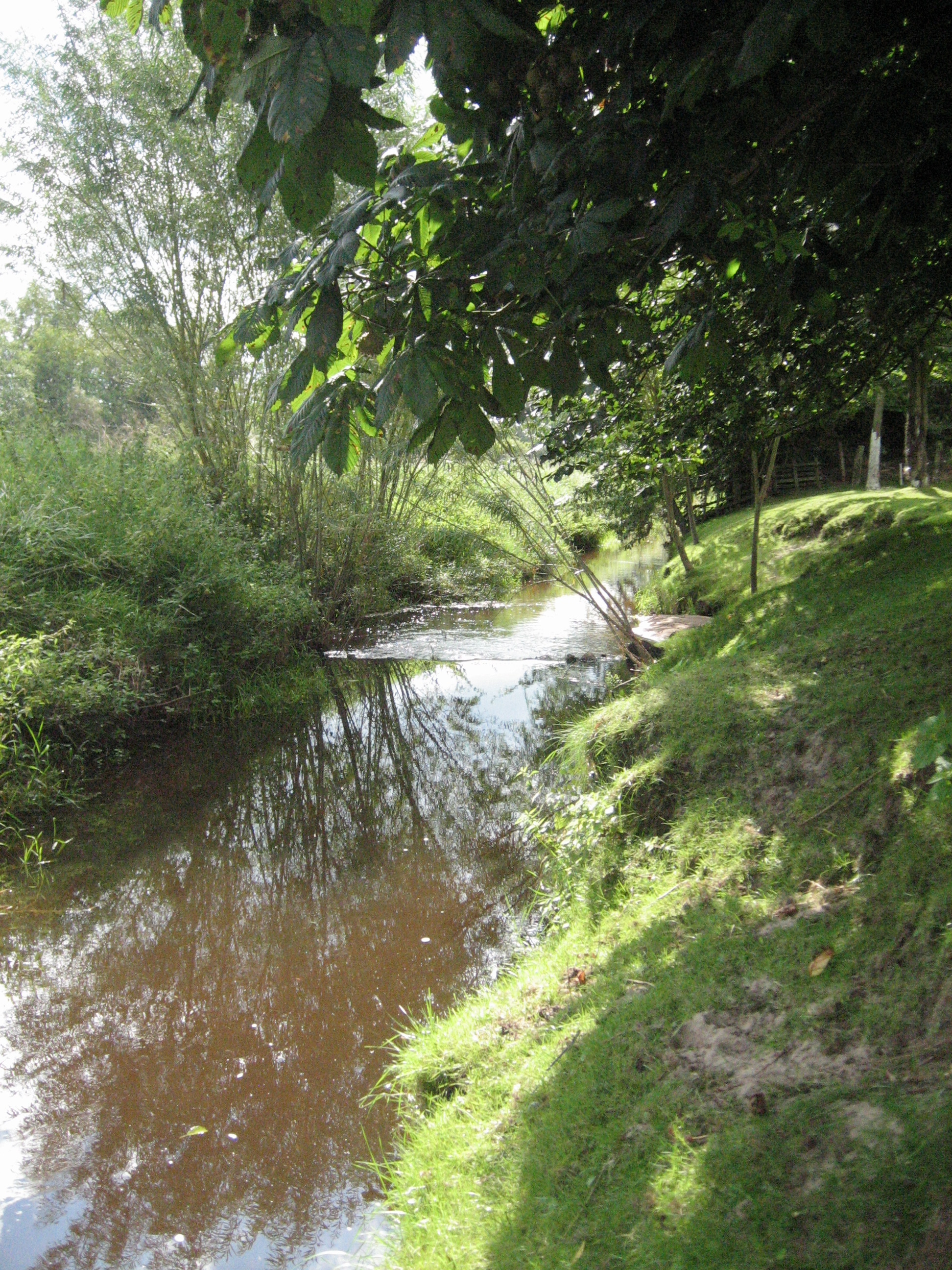
Bachlauf Gemarkung Wohnste, Blickrichtung:Südost
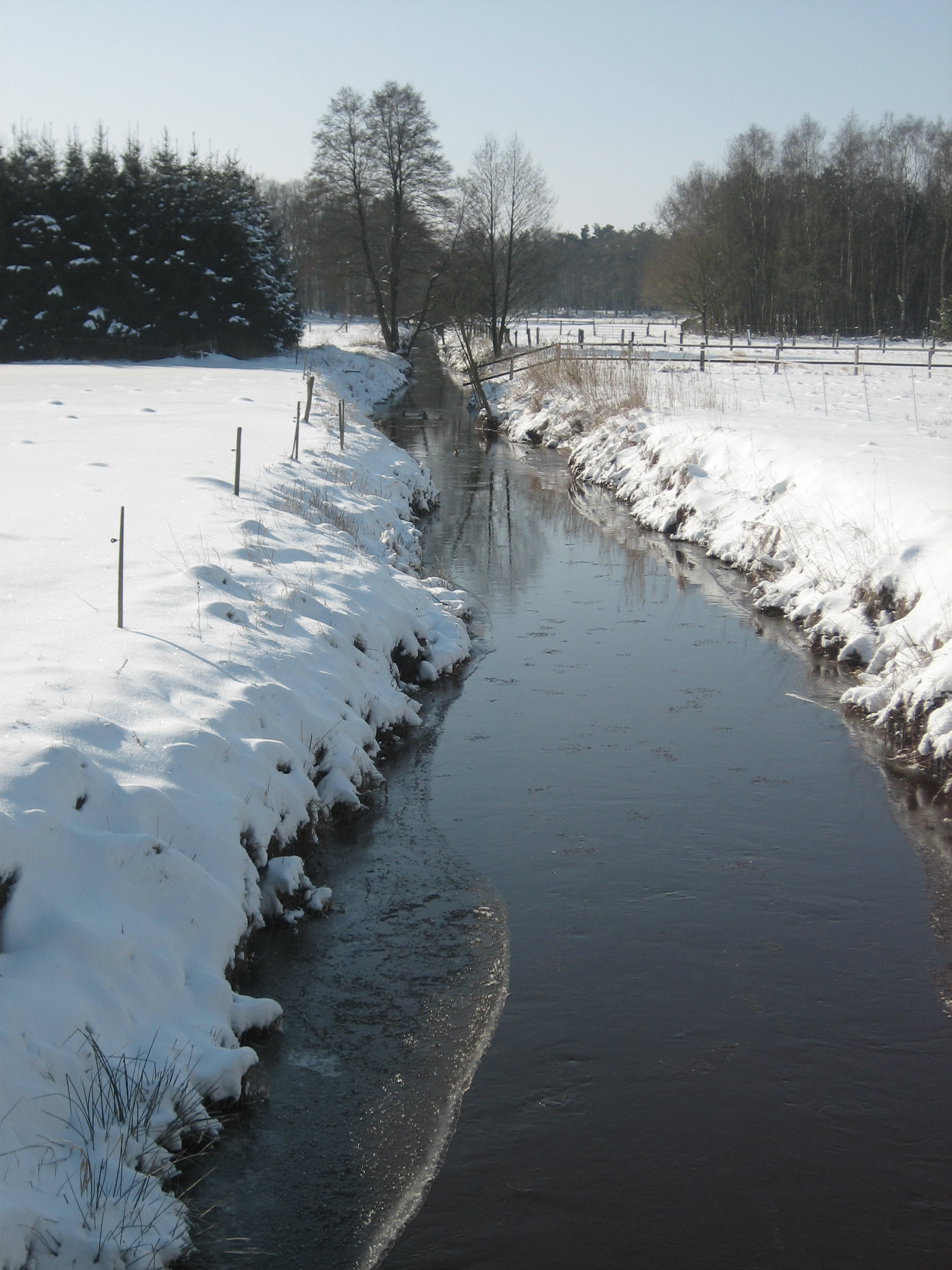
Die Ramme nahe Nüttel, Blickrichtung:Süd